# ريد سوليفان
ريد سوليفان هو لاعب هوكي الجليد كندي، ولد في 24 ديسمبر 1929 في بيتيربوروغ في كندا، وتوفي بنفس المكان في 19 يناير 2019 بسبب مرض آلزهايمر.

## وصلات خارجية
- ريد سوليفان على موقع دوري الهوكي الوطني (الإنجليزية)
- ريد سوليفان على موقع قاعة مشاهير الهوكي (لاعب أن.إتش.أل) (الإنجليزية)
- ريد سوليفان على موقع EliteProspects.com (الإنجليزية)
- ريد سوليفان على موقع HockeyDB.com (الإنجليزية)
- ريد سوليفان على موقع Hockey-Reference.com (الإنجليزية)